# Arvo Aaltonen
Arvo Ossian Aaltonen (Pori, Satakunta, 2 de desembre de 1889 - Pori, 17 de juny de 1949) va ser un nedador finlandès que va competir a començaments del segle XX i que va disputar tres edicions dels Jocs Olímpics.
El 1912 va prendre part en els Jocs Olímpics d'Estocolm, on va disputar els 200 i 400 metres braça del programa de natació. En ambdues proves quedà eliminat en semifinals.
Vuit anys més tard, un cop finalitzada la Primera Guerra Mundial, tornà a disputar les proves dels 200 i 400 metres braça del programa de natació dels Jocs d'Anvers. En ambdues proves guanyà la medalla de bronze.
El 1924 va disputar els seus tres tercers Jocs. En aquesta ocasió sols disputà la prova dels 200 metres braça, però quedà eliminat en sèries.
Fins als Jocs de Barcelona de 1992 fou l'únic esportista finlandès en haver guanyat una medalla en natació. Durant la seva carrera esportiva guanyà 22 títols nacionals. Fou membre de la Federació Finlandesa de Natació entre 1924 i 1930 i entre 1946 i 1947. Entre 1929 i 1937 va viure al Canadà.